# Lövstafjärden

Lövstafjärden är en fjärd i östra delen av Mälaren. Den sträcker sig från Lambarfjärden i söder till Görvälnfjärden i norr och begränsas i öst av Hässelby i västra Stockholm och i väst av Färingsö, Ekerö kommun. 
Fjärden är cirka sex kilometer lång och en kilometer bred. Största djupet varierar mellan 40 och 50 meter. Vid fjärdens östra sida ligger bland annat Hässelby villastad och Lövsta sopstation, som fram till 1970-talet hade en deponi intill Lövstafjärden. Bara 1931 tippade man 80 000 ton sopor i Mälaren. Idag finns bara en återvinningscentral kvar och den tidigare deponin är en gräsbevuxen kulle.